# Стартовий майданчик №90 космодрому Байконур
Стартовий майданчик № 90 космодрому Байконур — пусковий комплекс, що складається з двох установок, які використовувалися для запусків ракет УР-200, Циклон-2А та Циклон-2.
Побудований в 1960-і роки для запуску ракет УР-200, яка вперше була запущена з комплексу 3 листопада 1963. Згодом він був перебудований для запуску ракет Циклон, після припинення програми УР-200. Останній майданчик був активний, до останнього запуску Циклон-2, який відбувся 25 червня 2006 року. Однак існує імовірність здійснення ще кількох запусків з даного комплексу, оскільки основна інфраструктура збережена.
Майданчик №90 включав дві пускові установки: №90/19, яка була першою побудованою, і №90/20, забезпечили перший запуск у вересні 1964 року. Останній запуск з установки №90/19 відбувся 9 грудня 1997 року, в той час як установка №90/20 продовжувала працювати до запуску апарата Космос 2421, 25 червня 2006 року. У загальній складності, комплекс був використаний здійснення 123 запусків станом на березень 2012 року. Ці запуски включали дев'ять УР-200, вісім Циклон-2А, та 106 Циклон-2. Немає даних, яку з двох установок було використано для здійснення 74 пусків Циклон-2. Відомо, що вони були здійснені саме з цього комплексу, відомо про двадцять два запуски, у тому числі шість УР-200 і п'ять Циклон-2АС, що відбулося з установки №90/19, і 27 запусків, у тому числі трьох УР-200 і три Циклон-2АС, що відбулися з установки №90/20.